# Блінатумомаб
Блінатумомаб (англ. Blinatumomab, лат. Blinatumomabum) — моноклональні антитіла, протипухлинні засоби.

## Фармакологічні властивості

### Механізм дії
Блінатумомаб є біоспецифічним активатором Т-клітин (BiTE®) і являє собою антитіло-конструкт, селективно зв'язується з антигеном CD19, який експресується на поверхні В-клітин, і антигеном CD3, який експресується на поверхні Т-клітин. Він активує ендогенні Т-клітини, поєднуючи CD3 в комплексі Т-клітинного рецептора (ТКР) з CD19 на доброякісних і злоякісних В-клітинах. Протипухлинна активність блінатумомаба є поліклональною по природі і не залежить від молекул людського лейкоцитарного антигену на клітинах-мішенях. Опосередковане блінатумомабом утворення цитолітичного синапсу між Т-кліткою і пухлинної кліткою призводить до вивільнення протеолітичних ферментів, що руйнують клітини-мішені як у стадії проліферації, так і в стадії спокою. Блінатумомаб транзиторно активує підвищення експресії молекул клітинної адгезії, вироблення цитолітичних білків, вивільнення запальних цитокінів і проліферацію Т-клітин і призводить до ліквідації клітин CD19 +.

### Імуногенність
Імуногенність блінатумомаба була оцінена за допомогою скринінгового імуноаналізу методом визначення електрохемілюмінесценціі для виявлення зв'язують його антитіл. Для пацієнтів з позитивним результатом в скринінговому імуноаналізі сироватки був виконаний біологічний аналіз in vitro для виявлення нейтралізуючих антитіл.
У клінічних дослідженнях у 0,9 % (2 з 225) пацієнтів з рецидивуючим або рефрактерним гострий лімфобластний лейкоз (ГЛЛ), які отримували блінатумомаб, виявлений позитивний результат на антитіла до цього біоспецифічного активатора; в обох випадках антитіла були нейтралізовані.
Утворення антитіл до блінатумомабу може вплинути на його фармакокінетику. Зв'язки між розвитком антитіл і розвитком небажаних реакцій відмічено не було.
Як і всі терапевтичні білки блінатумомаб має потенційну імуногенність. У разі підозри на освіту нейтралізують антитіл слід провести відповідний аналіз (дослідження) для їх виявлення.
Виявлення утворення антитіл до блінатумомабу в значній мірі залежить від чутливості і специфічності аналізу. Крім того, декількох факторів, у тому числі методика аналізу, поводження з пробами, час відбору проб, супутні ЛЗ і основне захворювання, можуть впливати на частоту позитивної відповіді на антитіла (включаючи нейтралізуючі антитіла). З цих причин, порівняння частоти виникнення антитіл до блінатумомабу з частотою виникнення антитіл до інших ЛЗ може вводити в оману.

### Метаболізм
Метаболічний шлях блінатумомаба не вивчалось. Очікується, що як і інші терапевтичні білки, блінатумомаб буде деградувати на малі пептиди і амінокислоти за допомогою катаболічних шляхів.

### Побічні дії
Найбільш серйозні небажані реакції, які можуть виникати під час лікування блінатумомабом включають неврологічні явища, інфекції, синдром вивільнення цитокінів, синдром лізису пухлини і нейтропенія / фебрильну нейтропенію.
Найбільш поширеними небажаними реакціями, що виникають у понад 20 % пацієнтів за результатами аналізу об'єднаних даних клінічних досліджень (n = 475) були гіпертермія, головний біль, стомлюваність, нудота, тремор, гіпокаліємія, діарея і озноб.
Небажані реакції представлені нижче за класами систем органів по MedDRA і категоріям частоти. Категорії частоти були визначені за загальним коефіцієнтом частоти, зареєстрованому для кожної НР в об'єднаних даних клінічних досліджень (n = 475). У кожному класі систем органів небажані реакції представлені в порядку убування серйозності: дуже часто (≥1 / 10); часто (≥1 / 100, <1/10); рідко (≥1 / 1000, <1/100).
Інфекційні та паразитарні захворювання: дуже часто — бактеріальні, грибкові, вірусні інфекції, інфекції інших патогенів; часто — сепсис, пневмонія.
З боку крові та лімфатичної системи: дуже часто — фебрильна нейтропенія, анемія, нейтропенія, тромбоцитопенія, лейкопенія; часто — лейкоцитоз, лімфопенія; рідко — гемофагоцитарний гістіоцитоз.
З боку імунної системи: дуже часто — синдром вивільнення цітокінів; часто — цитокінова буря, гіперчутливість.
З боку обміну речовин і харчування: дуже часто — гіпокаліємія, гіпомагніємія, гіперглікемія, зниження апетиту; часто — гіпофосфатемія, гіпоальбумінемія, синдром лізису пухлини
З боку психіки: дуже часто — безсоння; часто — сплутанність свідомості, дезорієнтація.
З боку нервової системи: дуже часто — головний біль, тремор, запаморочення; часто — енцефалопатія, афазія, парестезія, судоми, когнітивний розлад, розлади мови, погіршення пам'яті.
З боку серця: часто — тахікардія.
З боку судин: дуже часто — зниження артеріального тиску; рідко — синдром підвищеної проникності капілярів.
З боку дихальної системи, органів грудної клітки та середостіння: дуже часто — кашель.
З боку шлунково-кишкового тракту: дуже часто — нудота, запор, діарея, біль в животі, блювання.
З боку шкіри і підшкірних тканин: дуже часто — висип.
З боку скелетно-м'язової системи та сполучної тканини: дуже часто — біль в спині, біль у кінцівці, артралгія, біль у кістках.
Загальні розлади і реакції в місці введення: дуже часто — гіпертермія, периферичний набряк, озноб, стомлюваність, біль у грудях; часто — набряк.

### Протипоказання
Гіперчутливість до блінатумомабу; важкий ступінь ниркової недостатності; тяжкий ступінь печінкової недостатності; вагітність; період грудного вигодовування.

## Торгові назви
Блінцито